# França Insubmissa
A França Insubmissa (em francês: La France insoumise) é um partido/movimento político francês formado em 2016, criada em 2008. Foi fundada por Jean-Luc Mélenchon com o objectivo de ser eleito presidente em 2017.
Entre as medidas defendidas pelo movimento estão a renegociação dos tratados com a União Europeia, a recusa em assinar os acordos de livre-comércio com EUA e Canadá e a saída da França da NATO.
Importa referir que, para as eleições legislativas de 2017, o Partido Comunista Francês não chegou a acordo com o movimento, decidindo concorrer às eleições sozinho.

## Resultados eleitorais

### Eleições presidenciais
| Data | Candidato apoiado  | 1ª Volta | 1ª Volta  | 1ª Volta     | 2ª Volta | 2ª Volta | 2ª Volta |
| Data | Candidato apoiado  | CI.      | Votos     | %            | CI.      | Votos    | %        |
| ---- | ------------------ | -------- | --------- | ------------ | -------- | -------- | -------- |
| 2017 | Jean-Luc Mélenchon | 4.º      | 7 011 856 | 19,6 / 100,0 |          |          |          |
| 2022 | Jean-Luc Mélenchon | 3.º      | 7 714 949 | 22,0 / 100,0 |          |          |          |

### Eleições legislativas
| Data | 1ª Volta                               | 1ª Volta                               | 1ª Volta                               | 1ª Volta                               | 2ª Volta                               | 2ª Volta                               | 2ª Volta                               | 2ª Volta                               | Deputados | +/- | Status   |
| Data | CI.                                    | Votos                                  | %                                      | +/-                                    | CI.                                    | Votos                                  | %                                      | +/-                                    | Deputados | +/- | Status   |
| ---- | -------------------------------------- | -------------------------------------- | -------------------------------------- | -------------------------------------- | -------------------------------------- | -------------------------------------- | -------------------------------------- | -------------------------------------- | --------- | --- | -------- |
| 2017 | 4.º                                    | 2 497 622                              | 11,0 / 100,0                           |                                        | 7.º                                    | 883 786                                | 4,9 / 100,0                            |                                        | 17 / 577  |     | Oposição |
| 2022 | Nova União Popular Ecologista e Social | Nova União Popular Ecologista e Social | Nova União Popular Ecologista e Social | Nova União Popular Ecologista e Social | Nova União Popular Ecologista e Social | Nova União Popular Ecologista e Social | Nova União Popular Ecologista e Social | Nova União Popular Ecologista e Social | 69 / 577  | 52  | Oposição |
| 2024 | Nova Frente Popular                    | Nova Frente Popular                    | Nova Frente Popular                    | Nova Frente Popular                    | Nova Frente Popular                    | Nova Frente Popular                    | Nova Frente Popular                    | Nova Frente Popular                    | 78 / 577  | 9   |          |

### Eleições europeias
| Data | CI. | Votos     | %           | +/- | Deputados | +/- |
| ---- | --- | --------- | ----------- | --- | --------- | --- |
| 2019 | 5.º | 1 428 410 | 6,3 / 100,0 |     | 6 / 74    |     |
| 2024 | 4.º | 2 448 711 | 9,9 / 100,0 | 3,6 | 9 / 81    | 3   |